# Trysub (Organisation)

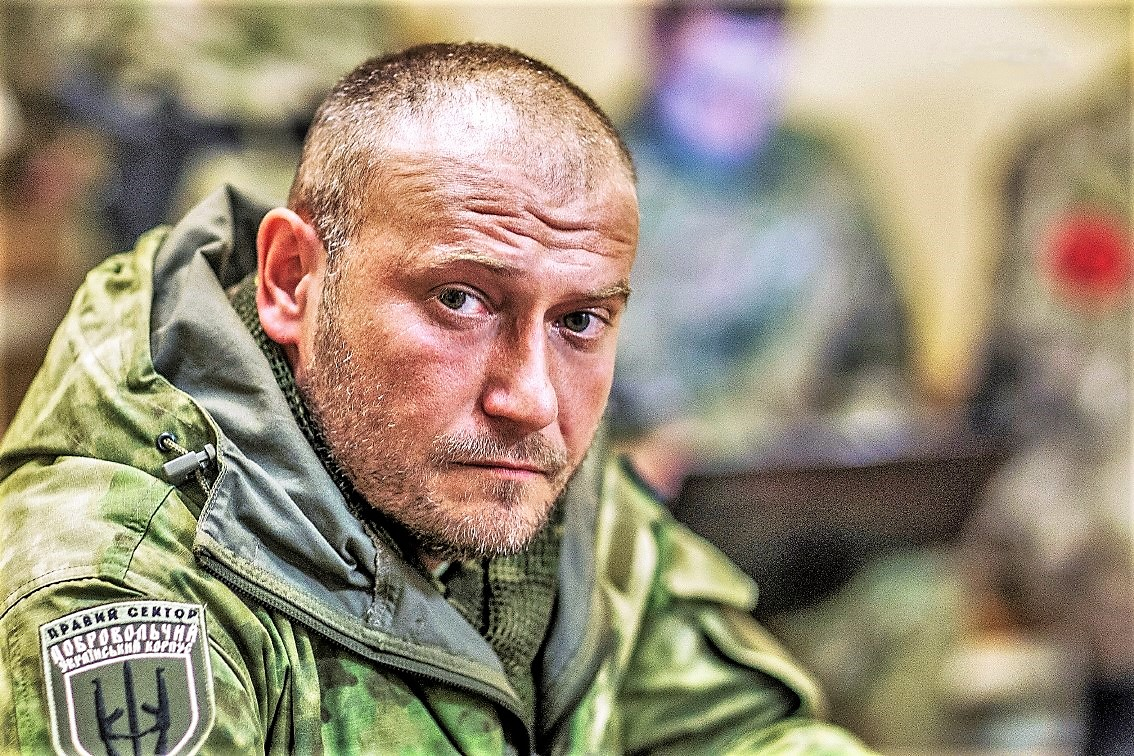
Dmytro Jarosch im Oktober 2014

Trysub (ukrainisch Тризуб, voller Name: Allukrainische Organisation „Trysub“ nach Stepan Bandera benannt (ukrainisch Всеукраїнська організація «Тризуб» імені Степана Бандери)) ist eine rechtsextreme paramilitärische Organisation in der Ukraine. Der Name der Organisation geht auf das nationale Symbol der Ukraine, den Trysub, der auch im Logo der Organisation enthalten ist, zurück.
Leiter und Oberst von Trysub ist der Vorsitzende des Prawyj Sektors, der ehemalige Abgeordnete der Werchowna Rada Dmytro Jarosch. Weiteres bekanntes Mitglied war der Hauptmann der Organisation und ehemalige Bildungsminister der Ukraine Serhij Kwit.

## Geschichte
Trysub wurde am 14. Oktober 1993 als paramilitärischer Arm des Kongresses Ukrainischer Nationalisten gegründet und beruft sich in seinen Grundsätzen auf das traditionelle ukrainische Christentum und die Ideologie des ukrainischen Nationalismus nach der Interpretation von Stepan Bandera. Hauptziel der Vereinigung ist die Schaffung eines ukrainischen Nationalstaats mit einer ukrainischen, „nationalen Demokratie“.
Trysub ist Kern des im November 2013 während des Euromaidan gegründeten Prawyj Sektors.